# Punta Almina

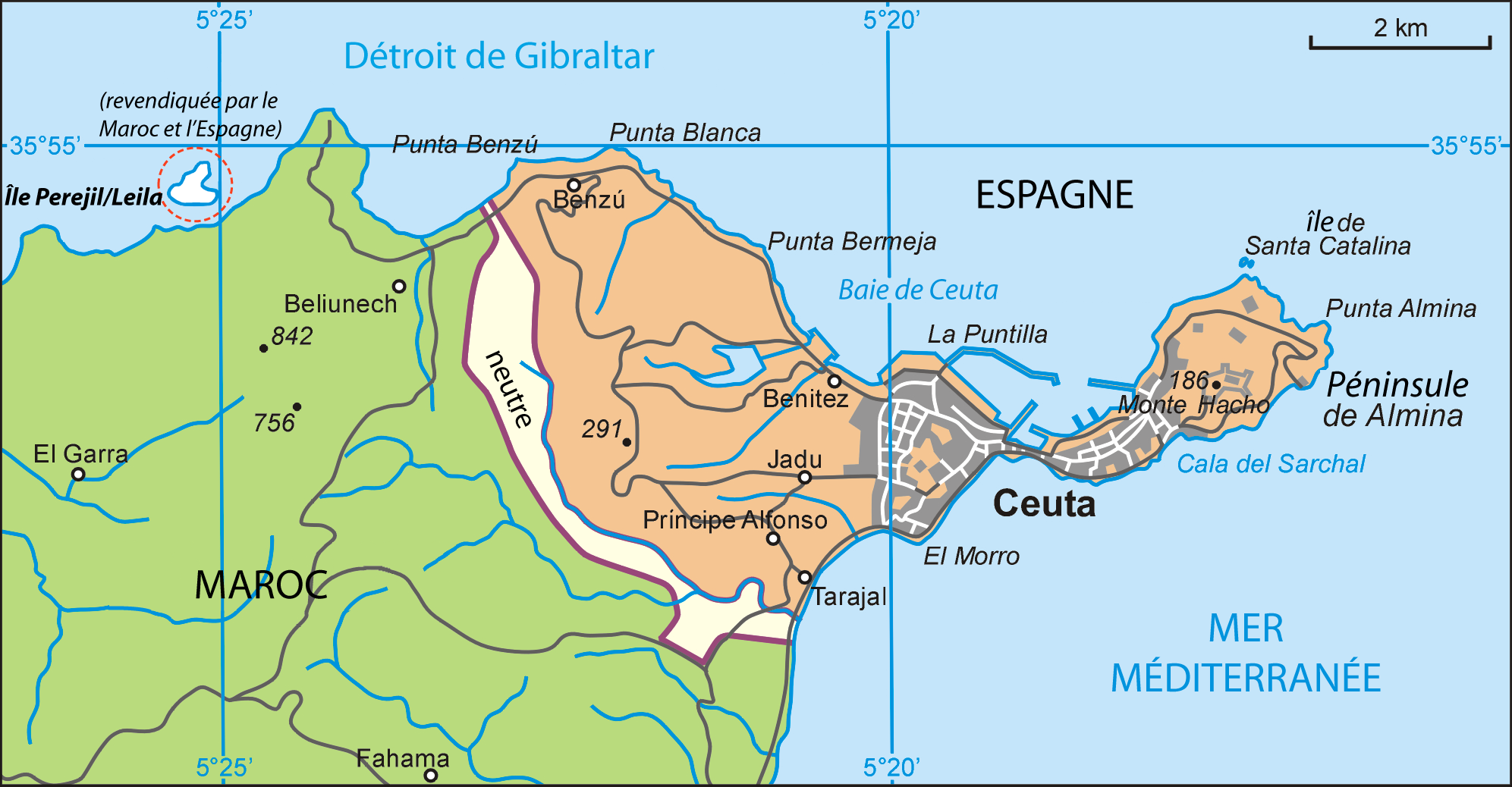
Position de la Punta Almina.

La Punta Almina est l'extrémité orientale de la péninsule d'Almina sur laquelle est bâtie la ville de Ceuta. Elle marque l'entrée sud du détroit de Gibraltar, dans la mer Méditerranée, à 24 km de la Punta de Europa, qui en marque l'entrée nord, à Gibraltar.
À 200 m de la pointe, se trouve le phare de Punta Almina. Bâti en 1855, le phare a été reconstruit en 1919 et équipé d'une lentille de Fresnel. Il se présente comme une tour blanche cylindrique de 7 m de hauteur, élevée sur un bâtiment. À 148 m au-dessus du niveau de la mer, sa portée atteint 22 milles (près de 41 km). 
Le Castillo del Desnarigado, qui se trouve à 400 m au sud du phare, est une fortification très ancienne. Il a subi de nombreuses transformations au cours de l'histoire. Après restauration, il est devenu un musée militaire en 1984.